# Музей Нимфозориум
Музей Нимфозориум — учреждение культуры в городе Тула. Расположен на улице Металлистов, д. 19.
Как филиал входит в структуру Тульского историко-архитектурного музея.

## История

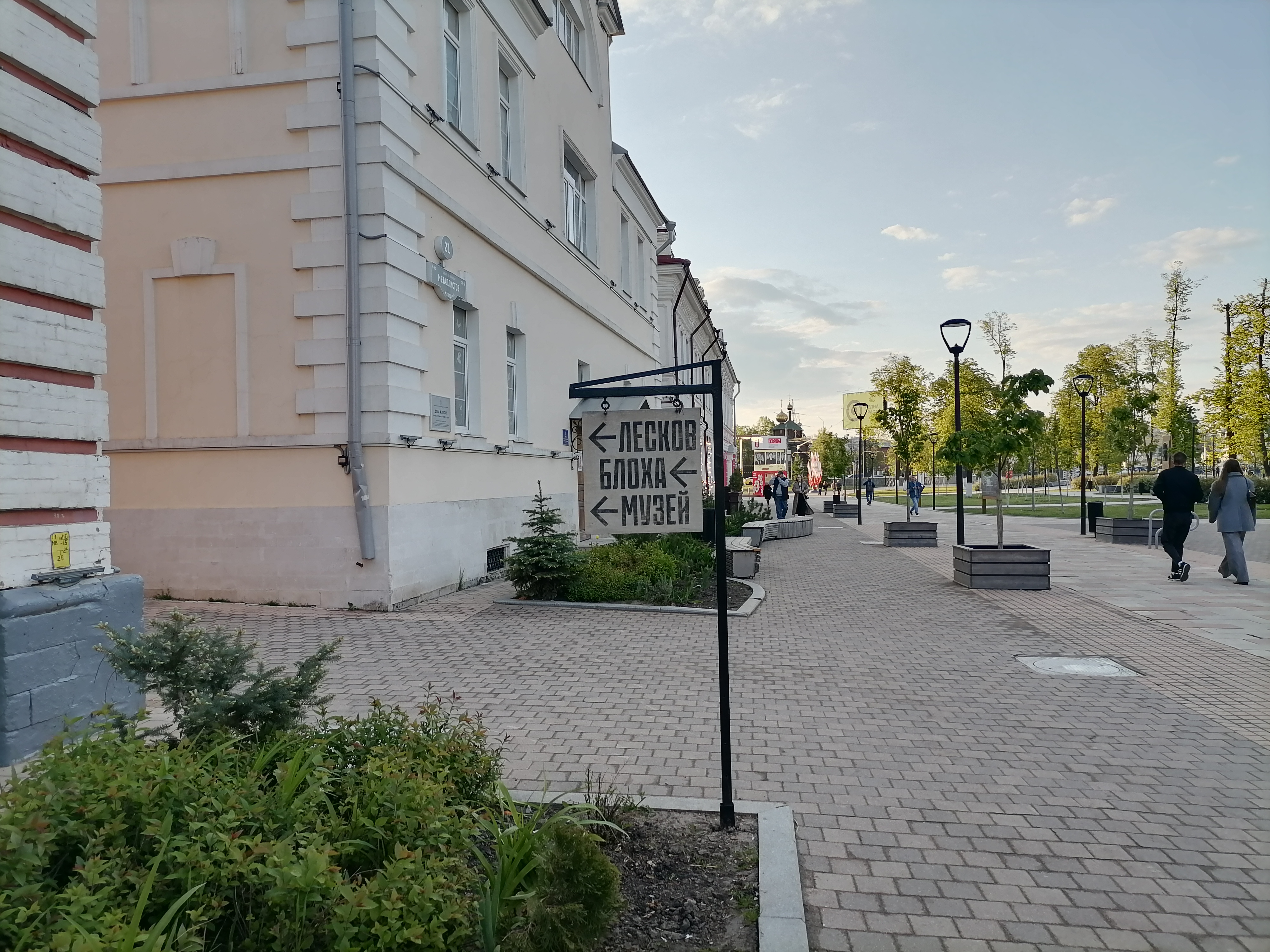
Указатель музея на улице Металлистов

Музей основан 1 мая 2023 года, открыт в мае 2023 года.
Музей расположился в историческом здании постройки конца XIX века. До 1918 года дом принадлежал Георгию Михайловичу Золотареву. Здесь жил чиновник Тульской казённой палаты Владимир Васильевич Алёхин. В 1920-е годы в доме работал магазин писчебумажных принадлежностей Н. И. Василькова. На 2025 год дом остаётся жилым.
Проект художественного оформления музея «Нимфозориум» создан российским архитектором Евгением Викторовичем Ассом. Столь оригинальное название музею дано в связи с тем, что рассказчик в повести «Левша» («Сказ о тульском косом Левше и о стальной блохе») назвал блоху нимфозорией.
В музее прошли выставки
- Игра в классиков. Русские писатели в скульптурах Николая Ватагина[4];
- Так (не) бывает. Вячеслав Колейчук. Объекты
- Стальной скок. Индустриальная фотография Александра Родченко
- Левша. Очень медленное чтение[3]
- «Другая почва, или Как тульские оружейники строили завод и выращивали яблоки»[5]

## Экспозиция
В музее три зала.

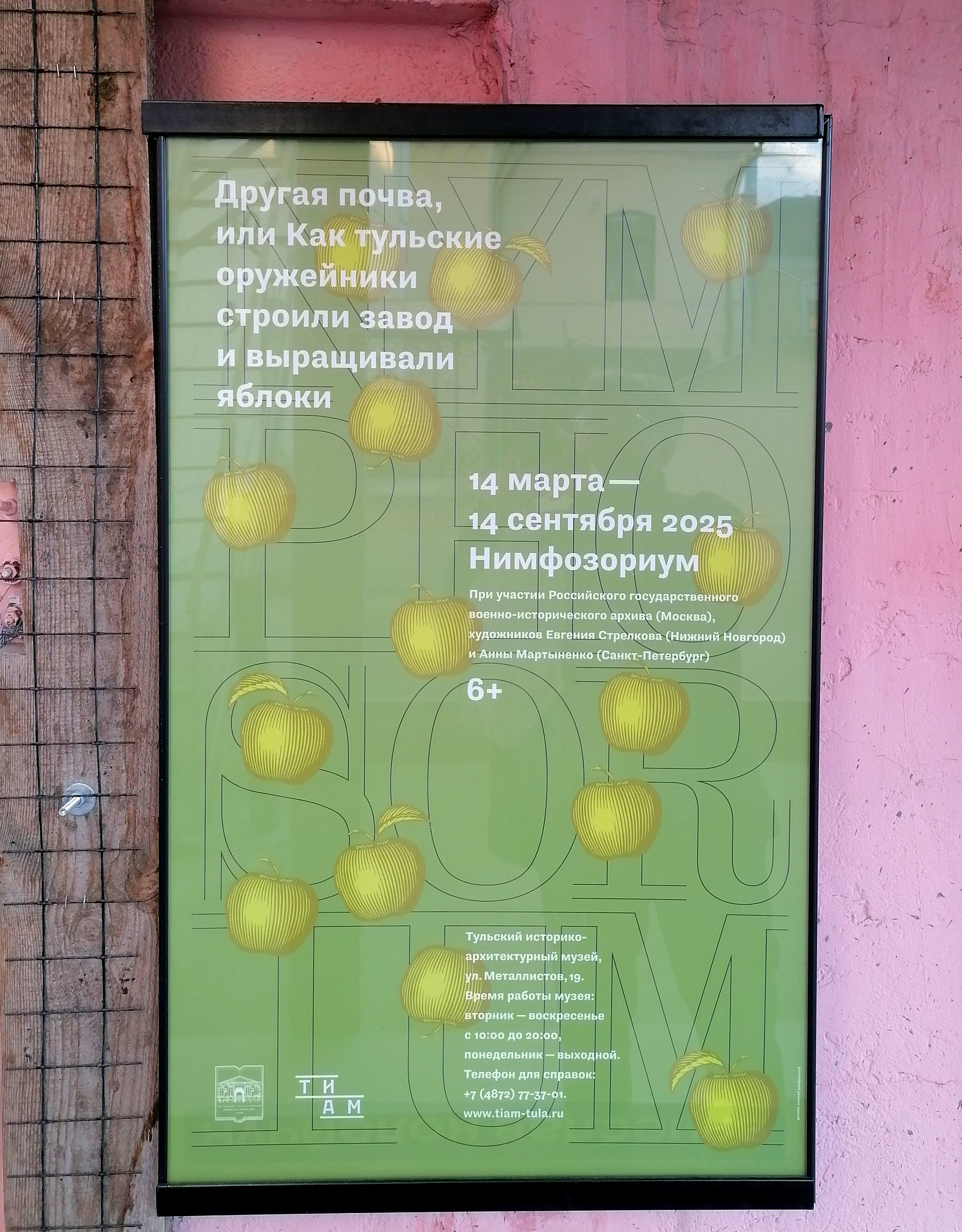
Афиша выставки

Экспозиция музея содержательно выстроена вокруг повести «Левша» — самого цитируемого произведения русского писателя Николая Лескова, которому удалось описать национальный миропорядок, своего рода новый миф. Начальной точкой при формировании музея (причём в буквальном смысле) послужил курьёзный экспонат «Блоха тульская подкованная» — миниатюра, созданная мастером Николаем Алдуниным в 2002 году. Мастер использовал мотивы сказа, но для экспозиции была подкована реальная блоха. Блохе целиком посвящён один зал, её подковы можно разглядеть в микроскоп. Красный окрас стен этого зала, усиленный подсветкой создаёт атмосферу мавзолея.
Большой зеленый зал музея своей цветовой гаммой прямо перекликается с кабинетным, министерским сукном. По стенам развешан алфавит как словарь сказа о Левше. Множество букв отчасти создают впечатление некой канцелярии. Свитки на стенах содержат расширенные комментарии тех позиций из произведения, которые устроители музея решили выделить. Уточнены сообщённые Лесковым сведения (визит Александра I в Англию был за три месяца до Венского конгресса, а не после; его реалии не совпадают с описаниями Лескова — благодарные англичане не несли на руках карету; сопровождавший императора казак Платов никогда не общался с Николаем I, поскольку умер до его воцарения).
В третьем зале размещены комиксы по мотивам сказа о Левше, созданные тульским художником Артёмом Лоскотом.
Концепция «Нимфозориума» предполагает изучение и интерпретацию текста и контекста «Левши» с позиций современной культуры. В музее нет классической постоянной экспозиции. Каждая новая выставка приглашает зрителя к тщательному прочтению повести и собственным размышлениям о её замысле.